# Hyles biguttata
Hyles biguttata là một loài bướm đêm thuộc họ Sphingidae. Loài này có ở Madagascar.